# Бітумний вапняк
Бітумний вапняк є вапняком просоченим і іноді глибоко забарвленим бітумною речовиною, отриманим у результаті розкладання тварин і рослинних решток, заглиблених у масиві або поблизу нього.

## Використання
Кількість бітумінозної речовини або асфальту в порах породи іноді достатньо для того, щоб матеріал був використаний для асфальтного покриття після його простого розпилювання та нагрівання. Ще кращі результати досягаються при змішуванні його з бітумним пісковиком.

## Родовища
У Сполучених Штатах бітумний вапняк був знайдений в штатах Оклахома, Техас та Юта. Значна кількість бітумінозного вапняку видобувалась також у Німеччині, Швейцарії та Франції, звідки його велика кількість експортувалася до Сполучених Штатів.